# Dzielnik obrazu
Dzielnik obrazu - urządzenie stosowane w systemach STVD, które umożliwiają obserwację obrazów z dużej ilości kamer. Popularne są tzw. quady, które dzielą obraz na monitorze na cztery części, wyświetlając równocześnie obrazy z czterech kamer.
Dzielniki obrazu są bardziej zaawansowanymi urządzeniami niż przełączniki wizji. 
Aby było możliwe wyświetlanie obrazów z kilku kamer na jednym monitorze, analogowy sygnał z kamer musi być zamieniony na sygnał cyfrowy i poddany obróbce polegającej głównie na jego zmieszaniu. 
Dzielniki występują w wersji dla telewizji kolorowej jak i czarno-białej. Zazwyczaj posiadają kilka lub kilkanaście wejść i dwa wyjścia, do których podłącza się monitor oraz urządzenie rejestrujące. Ponieważ, podgląd z większej ilości kamer (w praktyce 4 dla monitora 16") sprowadza się jedynie do wykrycia ruchu (obrazy są zbyt małe) dzielnik zazwyczaj pozwala na podział ekranu zazwyczaj na 4 części. Przy podłączeniu większej ilości kamer obraz prezentowany jest sekwencyjnie, czwórkami. 